# Emel Sayın
Emel Sayın (Sivas, 20 de novembre de 1945) és una cantant de música tradicional turca i actriu de Yeşilçam (cinema turc). Va rebre el Lifetime Achievement Award (Premi a la Trajectòria) en el Festival Internacional de Cine d'Antalya.